# Audi 200 quattro Trans-Am

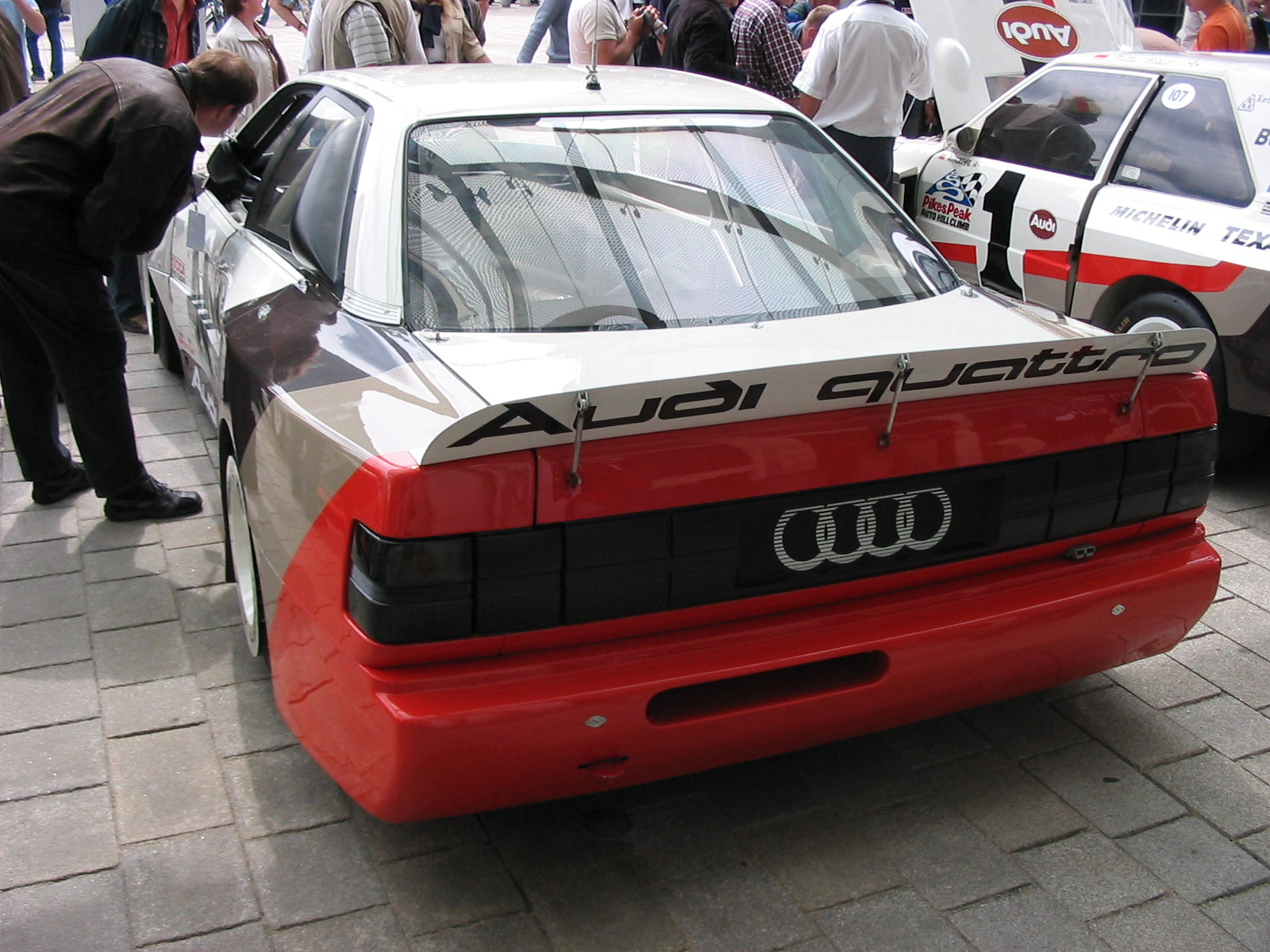
Heckansicht des 200 quattro Trans-Am

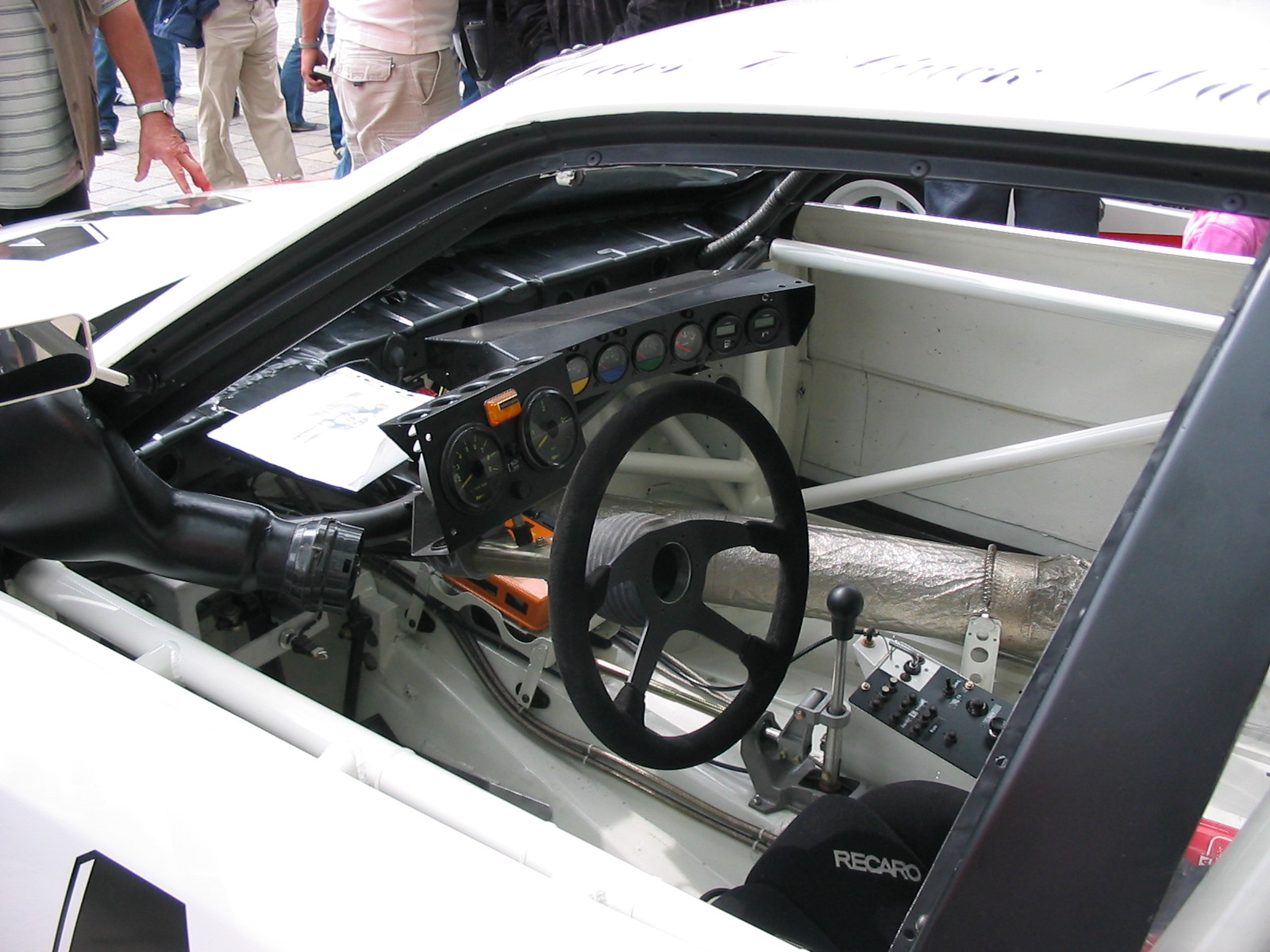
Cockpit des 200 quattro Trans-Am

Der Audi 200 quattro Trans-Am (intern R4) ist ein Rennwagen der Marke Audi, der 1988 in der Trans-Am-Serie in den USA eingesetzt wurde. Als Basis diente der Audi 200 C3. Das Fahrzeug war Audis erster Werksrennwagen für Rundstrecken seit den 1930er Jahren. Damals war Audi als Teil der Auto Union AG mit den legendären Auto-Union-Silberpfeilen im internationalen Rennsport aktiv. Von 1981 bis 1986 war Audi mit dem Audi quattro und dem Audi Sport quattro in der Rallye-Weltmeisterschaft sehr erfolgreich vertreten. 1988 wollte man die Leistungsfähigkeit des quattro-Antriebs auch im Rundstreckenrennsport demonstrieren und gleichzeitig die Marktposition in den USA stärken, in denen der Rallyesport wenig Medieninteresse genießt.

## Antrieb
Anders als beim Audi Sport quattro S1 setzte Audi beim 200 quattro Trans-Am den 5-Zylinder-Reihenmotor mit dem alten Zweiventil-Zylinderkopf ein, welcher auf dem Motor basiert, der zuletzt im Audi 200 quattro Rallye eingesetzt worden war. Der Turbomotor mit 2,1 Liter Hubraum leistet 375 kW (510 PS). Damit war der Motor des Audi deutlich kleiner und auch schwächer als die V8-Saugmotoren der Konkurrenten. Der KKK-Turbolader arbeitet mit bis zu 2,8 Bar Ladedruck; oberhalb dieser Grenze würde die Haltbarkeit des 10-Ventil-5-Zylinder-Motors leiden. Die Kraft wird über ein 6-Gang-Schaltgetriebe und den permanenten Allradantrieb quattro auf die Straße übertragen.

## Karosserie
Audi hatte bereits 1986 einen 200 quattro nach dem NASCAR-Reglement aufgebaut und diesen mit Bobby Unser auf den Talladega Superspeedway zu Rekordfahrten geschickt. Das Ergebnis war ein neuer Streckenrekord für Allradfahrzeuge. Ebendiesen Audi 200 quattro hat man 1987 zum ersten Trans-Am umgebaut. Im Gegensatz zur Konkurrenz, unter anderem Chevrolet Camaro und Ford Mercury, basiert der Audi 200 quattro Trans-Am auf einem Stahlchassis aus der Serie. Laut Reglement muss das Längenprofil ohne Stoßfänger und Spoiler der Serie entsprechen. In der Breite hat man freie Hand. So wuchs der 200 quattro in der Breite auf über 2 m und in der Länge auf knapp 4,90 m. Diese Maße machen ihn bis heute zum größten jemals von Audi gebauten Rennwagen. Das Fahrzeug wog anfangs 1100 kg, später durch Änderungen am Reglement ca. 1200 kg. Da Goodyear 1988 noch auf Diagonalreifen statt der üblichen Radialreifen setzt, kann Audi keinen Radsturz einstellen, was sich jedoch durch die sehr breiten Räder (14,75 Zoll, später 14,25 Zoll) nicht gravierend auswirkt. Auf den Felgen sind spezielle Radkappen montiert, welche die Luft zu den Bremsen leiten, ohne viele Nachteile in der Aerodynamik zu verursachen.

## Fahrer
Als Fahrer für die Saison 1988 wurden Hurley Haywood, Hans Joachim Stuck sowie Walter Röhrl eingesetzt. Walter Röhrl diente als Ersatzfahrer für Stuck, da dieser im Jahr 1988 einige Rennen für Porsche bestritt, welche sich terminlich mit Rennen der Trans-Am-Serie überschnitten. Röhrl kam insgesamt bei sechs der 13 Saisonrennen zum Einsatz. Beim letzten Saisonrennen in Saint Petersburg startete Audi mit 3 Fahrzeugen und somit einmalig auch mit allen 3 Fahrern. Haywood bestritt als einziger Fahrer alle Rennen und war von Anfang an auf den Titel angesetzt.

## Einsatz und Erfolge
Der Einsatz des Audi 200 quattro in der Trans-Am wurde vom Team Group 44 unter der Leitung von Bob Tullius betreut. Dieses Team konnte bereits in den 1970er Jahren Erfolge mit Jaguar feiern. Im Laufe der Saison wurde das Reglement immer wieder angepasst, um die Audis einzubremsen. Zweimal musste Audi den Wagen um jeweils knapp 50 kg schwerer machen. Außerdem wurde der Luftmengenbegrenzer von 64 auf 54 mm verkleinert. Auch die Reifen wurden im Laufe der Saison um ein halbes Zoll schmaler. Trotzdem konnte Audi weiterhin an der Spitze mitfahren.
Von den 13 Saisonrennen konnte Audi acht gewinnen. Audi war von Beginn an konkurrenzfähig, obwohl das Fahrzeug komplett neu entwickelt war. Bereits im ersten Saisonrennen fuhr Haywood auf Platz zwei. Beim zweiten Lauf in Dallas konnte er den ersten Saisonsieg einfahren. In Niagara Falls überrundete Walter Röhrl das komplette Feld und gewann souverän. Audi gewann den Konstrukteurstitel und den Fahrertitel mit Hurley Haywood bereits vorzeitig. Aufgrund der Überlegenheit des 200 quattro Trans-Am wurde das Reglement zur Saison 1989 geändert. Allradantrieb wurde verboten, und es durften nur noch Fahrzeuge an den Start gehen, die von einem amerikanischen Motorfabrikat angetrieben wurden. Audi hatte jedoch bereits geplant, die Trans-Am-Serie zu verlassen und 1989 in der vom Reglement her noch freizügigeren IMSA-GTO-Serie mit dem Audi 90 quattro IMSA GTO anzutreten.

### Ergebnisse
| Datum              | Strecke              | Runden | Hurley Haywood | Hans-Joachim Stuck              | Walter Röhrl             |
| ------------------ | -------------------- | ------ | -------------- | ------------------------------- | ------------------------ |
| 16. April 1988     | Long Beach (USA)     | 58     | 2. Platz       | Ausfall (Unfall/16. Rd.)        |                          |
| 1. Mai 1988        | Dallas (USA)         | 105    | 1. Platz       |                                 | Ausfall (Unfall/69. Rd.) |
| 29. Mai 1988       | Sears Point (USA)    | 40     | 6. Platz       |                                 | 5. Platz                 |
| 18. Juni 1988      | Detroit (USA)        | 40     | 1. Platz       | Ausfall (Radaufhängung/18. Rd.) |                          |
| 26. Juni 1988      | Niagara Falls (USA)  | 94     | 13. Platz      |                                 | 1. Platz                 |
| 2. Juli 1988       | Cleveland (USA)      | 40     | 4. Platz       | 1. Platz                        |                          |
| 17. Juli 1988      | Brainerd (USA)       | 33     | 2. Platz       | 1. Platz                        |                          |
| 23. Juli 1988      | Meadowlands (USA)    | 84     | 2. Platz       | 1. Platz                        |                          |
| 6. August 1988     | Lime Rock (USA)      | 66     | 4. Platz       |                                 | 5. Platz                 |
| 3. September 1988  | Mid-Ohio (USA)       | 42     | 3. Platz       | 1. Platz                        |                          |
| 11. September 1988 | Road America (USA)   | 25     | 4. Platz       | 2. Platz                        |                          |
| 25. September 1988 | Mosport (CDN)        | 50     | 22. Platz      |                                 | 4. Platz                 |
| 23. Oktober 1988   | St. Petersburg (USA) | 63     | 18. Platz      | Ausfall (Motor/14. Rd)          | 1. Platz                 |

### Fahrerwertung
| Pl. | Fahrer             | Punkte |
| --- | ------------------ | ------ |
| 1.  | Hurley Haywood     | 152    |
| 2.  | Irv Hoerr          | 141    |
| 3.  | Scott Pruett       | 117    |
| 4.  | Jim Derhaag        | 104    |
| 5.  | Darin Brassfield   | 100    |
| 6.  | Hans-Joachim Stuck | 99     |
| 9.  | Walter Röhrl       | 80     |

### Markenwertung
| Pl. | Hersteller | Punkte |
| --- | ---------- | ------ |
| 1.  | Audi       | 117    |
| 2.  | Chevrolet  | 93     |
| 3.  | Oldsmobile | 59     |
| 4.  | Merkur     | 53     |
| 5.  | Ford       | 1      |
| 5.  | Mazda      | 1      |
| 5.  | Pontiac    | 1      |